# 伊達村定
伊達 村定（だて むらさだ）は、江戸時代中期の武士。陸奥国仙台藩一門第四席・涌谷伊達家5代（亘理氏23代）当主。

## 略歴
貞享4年（1687年）、伊達村元の子として誕生。仙台藩4代藩主・伊達綱村の偏諱を受け村定と名乗る。
泉田虎時の娘から村盛が、その後某室から村胤が誕生した。
父の跡を継いで涌谷伊達家の当主となるが、家督を相続して僅か5年後の享保8年（1723年）に死去。享年37。跡は長男・村盛が継いだ。

## 系譜
- 父：伊達村元（1666-1718）
- 母：類姫 - 伊達綱宗の次女
- 正室：泉田虎時の娘
  - 長男：伊達村盛（1715-1736）
- 側室
  - 次男：伊達村胤（1721-1759）
- 生母不明の子女
  - 長女：涼 - 古内広寿室
  - 女子：叔 - 早世
  - 女子：益 - 早世
  - 四女：テイ - 早世
  - 五女：愛 - 高泉兼元室
  - 六女：ハイ - 早世
  - 七女：従 - 早世
  - 八女：園 - 茂庭苞元室

## 偏諱を受けた人物
- 亘理定根（従兄弟、高清水亘理家当主）